# Epigastrium

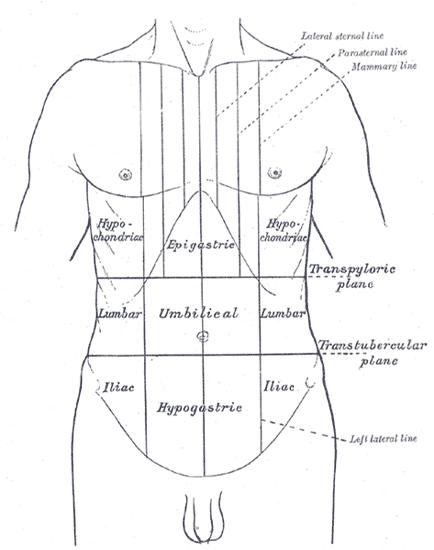
Buk och thorax.

Epigastriet är den del av buken som sitter under och mellan revbensbågarna. Buken delas enligt konvention upp i antingen fyra eller nio delar för benämningens skull. Om fyra delar, enligt ett tänkt kors med skärningspunkt i naveln. Om nio delar, mer enligt bilden till höger.

## Medicin
Vid en bukundersökning palperas buken och man noterar smärta och défense i de olika regionerna. Défense är benämningen på om patienten spänner magmusklerna kraftigt när någon försöker känna på ett visst område. Denna reaktion är kroppslig och syftar till att minska påverkan på ett inflammerat område. Ibland kan défense vara mycket uttalad, s.k. brädmage (även kallat "brädhård buk").
Smärta i epigastriet benämns som epigastralgi och om det uppkommer även utan palpation kan det bl.a. tyda på pankreatit eller ulcus.